# Marin Čilić
Marin Čilić (Međugorje, 1988. szeptember 28. –) olimpiai ezüstérmes horvát hivatásos teniszező.
Juniorként megnyerte a Roland Garrost 2005-ben. A 2010-es Australian Openen bejutott az elődöntőbe, elbúcsúztatva többek között Juan Martín del Potrót és Andy Roddickot is, végül Andy Murray állította meg. Eddigi pályafutása során 9 ATP-tornát nyert meg. A 2012-es queensi döntőben ellenfelét David Nalbandiant leléptették 6-7(3), 4-3-as állásnál, mert egy labdamenet után belerúgott egy reklámtáblába, amely felsértette egy vonalbíró lábát.
Legnagyobb sikere a 2014-es US open győzelme.

## ATP-döntői

### Egyéni

#### Győzelmei (9)
| Összesítés                                            | Összesítés |
| ----------------------------------------------------- | ---------- |
| Grand Slam-torna                                      | (1)        |
| ATP World Tour Masters 1000 / ATP Masters Series      | (0)        |
| ATP World Tour 500 Series / International Series Gold | (0)        |
| ATP World Tour 250 Series / International Series      | (9)        |
| ATP World Tour Finals / Tennis Masters Cup            | (0)        |

|   | Dátum               | Torna                              | Borítás          | Ellenfél a döntőben | Eredmény a döntőben    |
| 1 | 2008. augusztus 23. | Pilot Pen Tennis, New Haven        | Kemény           | Mardy Fish          | 6-4, 4-6, 6-2          |
| 2 | 2009. január 5.     | Chennai Open, Csennai              | Kemény           | Szomdev Devvarman   | 6-4, 7-6(3)            |
| 3 | 2009. február 2.    | PBZ Zagreb Indoors, Zágráb         | Szőnyeg (fedett) | Mario Ančić         | 6-3, 6-4               |
| 4 | 2010. január 10.    | Chennai Open, Csennai              | Kemény           | Stanislas Wawrinka  | 7-6(2), 7-6(3)         |
| 5 | 2010. február 16.   | PBZ Zagreb Indoors, Zágráb         | Szőnyeg (fedett) | Michael Berrer      | 6–4, 6–7(5), 6–3       |
| 6 | 2011. október 30.   | St. Petersburg Open, Szentpétervár | Kemény (fedett)  | Janko Tipsarević    | 6–3, 3–6, 6–2          |
| 7 | 2012. június 17.    | AEGON Championships, London        | Fű               | David Nalbandian    | 6–7(3), 4–3 leléptetés |
| 8 | 2012. július 15.    | ATP Vegeta Croatia Open Umag, Umag | Salak            | Marcel Granollers   | 6–4, 6–2               |
| 9 | 2013. február 10.   | PBZ Zagreb Indoors, Zágráb         | Szőnyeg (fedett) | Jürgen Melzer       | 6–3, 6–1               |

#### Elvesztett döntői (7)
|   | Dátum             | Torna                              | Borítás         | Ellenfél a döntőben   | Eredmény a döntőben |
| 1 | 2009. október 11. | China Open, Peking                 | Kemény          | Novak Đoković         | 2-6, 6-7(4)         |
| 2 | 2009. november 1. | Bank Austria TennisTrophy, Bécs    | Kemény (fedett) | Jürgen Melzer         | 4-6, 3-6            |
| 3 | 2010. május 9.    | BMW Open, München                  | Salak           | Mihail Juzsnij        | 3-6, 6-4, 4-6       |
| 4 | 2011. február 20. | Open 13, Marseille                 | Kemény (fedett) | Robin Söderling       | 7-6(8), 3-6, 3-6    |
| 5 | 2011. július 31.  | ATP Vegeta Croatia Open Umag, Umag | Salak           | Olekszandr Dolhopolov | 4-6, 6-3, 3-6       |
| 6 | 2011. október 9.  | China Open, Peking                 | Kemény          | Tomáš Berdych         | 6-3, 4-6, 1-6       |
| 3 | 2012. május 6.    | BMW Open, München                  | Salak           | Philipp Kohlschreiber | 6-7(8), 3-6         |

### Páros

#### Elvesztett döntői (1)
|   | Dátum            | Torna                              | Borítás | Partner     | Ellenfelek a döntőben          | Eredmény a döntőben |
| 1 | 2011. július 30. | ATP Vegeta Croatia Open Umag, Umag | Salak   | Lovro Zovko | Simone Bolelli / Fabio Fognini | 3-6, 7-5, [7-10]    |

## Eredményei Grand Slam-tornákon
| Grand Slam | Australian Open | Australian Open       | Roland Garros | Roland Garros         | Wimbledon | Wimbledon       | US Open       | US Open               |
| Év         | Eredmény        | Utolsó ellenfél       | Eredmény      | Utolsó ellenfél       | Eredmény  | Utolsó ellenfél | Eredmény      | Utolsó ellenfél       |
| 2007       | 1.kör           | Ilija Bozoljac        | 1.kör         | Thierry Ascione       | 1.kör     | Gilles Simon    | Selejtező (1) | Selejtező (1)         |
| 2008       | 4.kör           | James Blake           | 2.kör         | Stanislas Wawrinka    | 4.kör     | Arnaud Clément  | 3.kör         | Novak Đoković         |
| 2009       | 4.kör           | Juan Martín del Potro | 4.kör         | Andy Murray           | 3.kör     | Tommy Haas      | 1/4 döntő     | Juan Martín del Potro |
| 2010       | 1/2 döntő       | Andy Murray           | 4.kör         | Robin Söderling       | 1.kör     | Florian Mayer   | 2.kör         | Nisikori Kei          |
| 2011       | 4.kör           | Rafael Nadal          | 1.kör         | Rubén Ramírez Hidalgo | 1.kör     | Ivan Ljubičić   | 3.kör         | Roger Federer         |
| 2012       | -               | -                     | 3.kör         | Juan Martín del Potro | 4.kör     | Andy Murray     | 1/4 döntő     | Andy Murray           |
| 2013       | 3.kör           | Andreas Seppi         | 3.kör         | Viktor Troicki        | -         | -               | -             | -                     |

## Év végi világranglista-helyezései
| Év       | 2005 | 2006 | 2007 | 2008 | 2009 | 2010 | 2011 | 2012 |
| Helyezés | 600  | 173  | 71   | 22   | 14   | = 14 | 21   | 15   |